# Scraptia angustatipennis
Scraptia angustatipennis es una especie de coleóptero de la familia Scraptiidae.

## Distribución geográfica
Habita en la Península de Malaca.